# Lisburn Distillery Football Club
El Lisburn Distillery Football Club es un club de fútbol de Irlanda del Norte, con sede en Ballyskeagh, Condado de Down, y fundado en 1880. A pesar de ser uno de los equipos más exitosos y habituales de la Primera División, actualmente juega en el Premier Intemediate League, tercera categoría del fútbol de Irlanda del Norte.

## Palmarés

### Torneos nacionales
- Liga de Irlanda del Norte (6): 1895-96, 1898-99, 1900-01, 1902-03, 1905-06 (compartido), 1962-63
- Copa de Irlanda del Norte (12): 1883-84, 1884-85, 1885-86, 1888-89, 1893-94, 1895-96, 1902-03, 1904-05, 1909-10, 1924-25, 1955-56, 1970-71
- Copa de la Liga de Irlanda del Norte (1): 2010-11
- Gold Cup (5): 1913-14, 1919-20, 1924-25, 1929-30, 1993-94
- City Cup (5): 1904-05, 1912-13, 1933-34, 1959-60, 1962-63
- Copa Ulster (2): 1957-58, 1998-99
- Segunda División (2): 1998-99, 2001-02
- Inter-City Cup (1): 1947-48 (compartido)

### Torneos regionales
- County Antrim Shield (14): 1888-89, 1892-93, 1895-96, 1896-97, 1899-00, 1902-03, 1904-05, 1914-15, 1918-19, 1919-20, 1945-46, 1953-54, 1963-64, 1985-86
- Belfast Charity Cup (5): 1899-00, 1915-16, 1920-21, 1928-29, 1930-31

## Participación en competiciones de la UEFA
| Temporada | Torneo                    | Ronda                        | Club           | Casa | Visita | Global |
| --------- | ------------------------- | ---------------------------- | -------------- | ---- | ------ | ------ |
| 1963-64   | Copa de Europa            | Ronda preliminar             | Benfica        | 3-3  | 0-5    | 3-8    |
| 1971-72   | Recopa de Europa          | Primera ronda                | Barcelona      | 1-3  | 0-4    | 1-7    |
| 2005      | Copa Intertoto de la UEFA | Primera ronda                | Žalgiris Vilna | 0-1  | 0-1    | 0-2    |
| 2008      | Copa Intertoto de la UEFA | Primera ronda                | TPS Turku      | 2-3  | 1-3    | 3-6    |
| 2009-10   | Liga de Europa            | Primera ronda clasificatoria | Zestaponi      | 1-5  | 0-6    | 1-11   |